# Cameleon
Cameleon (przekaz wideo na żywo) – oprogramowanie do transmisji wideo w czasie rzeczywistym, mające postać aplikacji pod systemy iOS oraz platformy, które pozwala użytkownikom na transmisję materiałów wideo do różnych portali społecznościowych, w tym Facebooka i YouTube.
Do korzystania z serwisu można wykorzystać standardowe kamery USB, kamery internetowe, GoPro, CCTV, kamery IP i komputer. Usługi są dostępne do użytku publicznego, a oprogramowanie jest bezpłatne z możliwością przekazania darowizny.
Usługa stwarza darmową alternatywę wobec takich serwisów jak Periscope, Facebook Live, YouTube Live, Livestream itd. Obsługiwane platformy to między innymi YouTube Live, Facebook Live, Tumblr, RTSP, RTMP, Wowza Streaming Engine, Adobe Flash Media Server i inne serwery multimedialne.

## Oprogramowanie komputerowe
Cameleon na systemy Mac (macOS) to popularny program do transmisji multimediów w czasie rzeczywistym, który od niedawna dostępny jest w wersji na systemy Windows oraz iOS. Program obsługuje zarówno kamery wbudowane, jak i zewnętrzne urządzenia przewodowe i bezprzewodowe, transmisja w HD pozwala na jednoczesne korzystanie do 6 połączonych kamer.

## Usługi w chmurze
Platforma usług Cameleon w chmurze została wycofana w 2014 roku i jest dostępna jedynie dla wczesnych użytkowników.